# Thunder (CMS)
Thunder ist ein kostenfreies Open-Source-Content-Management-System auf Basis von Drupal 8/9, das im März 2016 vom deutschen Medienkonzern Hubert Burda Media initiiert wurde und unter der GNU General Public Licence zur Verfügung gestellt wird.
Im Vergleich zu Drupal bietet Thunder weitere Funktionen, die in Form von Modulen bereitgestellt werden und auf die Bedürfnisse von Verlagen abgestimmt sind. Das Thunder Core Team wird von Hubert Burda Media finanziert, welche das Ziel verfolgt eine „Koalition“ zu bilden, die für Medienunternehmen, Industriepartnern und Entwickler weltweit offenstehen soll.
Drupal-Gründer Dries Buytaert lobte die Gründung einer globalen, nicht gewinnorientierten Allianz von Verlegern.